# Anna Catharina Scharschmid
Anna Catharina Scharschmid, auch Anna Catharina Scharschmied oder Anna Katharina Scharschmid, (geb. Heidfeld) war eine mystische Schriftstellerin, die Teil des pietistischen Quedlinburger Netzwerkes war. Ihre Wirkungszeit datiert sich um 1700.

## Leben
Anna Catharina Scharschmid lebte in Quedlinburg und war verheiratet mit dem Juristen Christian Friedrich Scharschmid, der am Stift Quedlinburg als Sekretär tätig war. Sie war Teil des pietistischen Quedlinburger Netzwerkes, das sich auf die Intensivierung der Frömmigkeit fokussiert hatte und in dem sich um die 20 Männer und Frauen aus verschiedenen sozialen Schichten beteiligten. Durch ihre soziale Nähe zum Quedlinburger Stift stand Anna Catharina Scharschmied in Verbindung zu Susanne Margarethe Sprögel und deren Ehemann, dem Hofprediger Johann Heinrich Sprögel. Das Ehepaar bildete zeitweise den Kern der Quedlinburger pietistischen Bewegung.
Anna Catharina Scharschmid und Susanne Margarethe Sprögel wurde 1692 vorgeworfen, den zwei Mägden Anna Eva Jacobs und Magdalena Elrich geholfen zu haben, deren Visionen und Offenbarungen publik zu machen. Diese Vorwürfe basierten auf einer juristischen Untersuchung, die die Quedlinburger Äbtissin anordnete. Die beiden Mägde verließen die Stadt – Anna Eva Jacobs im Sommer 1693, Magdalena Elrich noch im Jahr 1692. Zu dieser Anschuldigung hat Scharschmid später persönlich im Anhang des Werkes Gründliche Beantwortung Derer so genanten Unverwerfflichen Zeugnüße, und eingemischten neuen Beschuldigungen (1703) Stellung genommen. Das Werk ist verfasst von Johann Heinreich Sprögel und bezieht sich auf die Anklagen der Frauen und zielt darauf ab, diese zu klären. Scharschmied betont im Anhang ihre Gottesfürchtigkeit und sagt sich von den Anschuldigungen los.
Zudem soll Anna Catharina Scharschmid selbst mit Ekstasen aufgefallen sein und soll Ende des Jahres 1692 ebenfalls eine göttliche Offenbarung gehabt haben. Ihre Ekstasen sollen von eben diesen Mädgen beeinflusst gewesen sein. Diese Vorkommnisse am Quedlinburger Stift zogen Schaulustige an, obwohl die Stadtregierung vor den Frauen warnte. Im Landeshauptarchiv von Sachsen-Anhalt Magdeburg findet sich eine Schrift von 1692, in der der Bürgermeister Quedlinburgs an den Stiftshauptmann mahnt, dass sich die Quäker in Quedlinburg ausbreiten, sofern sich die ekstatischen Frauen nicht beruhigen.
Nach den ekstatischen Vorkommnissen am Quedlinburger Stift – um das Jahr 1694 – arbeitete Julius Franz Pfeiffer, ein Pietist aus Leipzig, als Hauslehrer bei den Scharschmids und trug wohl somit auch zur religiösen Bildung Anna Catharina Scharschmids bei.

## Werk
Anna Catharina Scharschmid ist eine pietistische Schriftstellerin und war Teil des Quedlinburger Netzwerkes. Das Quedlinburger pietistische Netzwerk entwickelte ein Verständnis von einem radikalen Pietismus, der sich durch Rückzug vom öffentlichen Gottesdienst, in einer Darstellung einer androgynen Anthropologie.
Das hochwichtige Werck der Wiedergeburt. Aus christlichem Hertzen geflossen erscheint im Jahr 1702 als selbständige Publikation. Darin stellt sie die „mystische Theologie“ vor und beschreibt, wie eine gläubige Person in 12 Schritten zur christlichen Vollkommenheit gelangen kann und somit die Sicherheit der jeweiligen Wiedergeburt gewinnt. Das Werk spricht allen Menschen das Potenzial zu, eine christlich religiöse Wiedergeburt zu erlangen.
Auf Anna Catharina Scharschmid zusammen mit Susanne Margeratha Sprögel und Johanna Eleonora Petersen wird zudem als Verfasserin von Consilia und Responsa theologica. Dabei handelt es sich um ein Werk, das im Jahr 1705 unter Gottfried Arnolds Namen erscheint und ist eine Sammlung religiöser Meditationen, Sendschreiben und Gedichten, die in die Gattung der Mystik einzuordnen sind. Das Werk thematisiert die Möglichkeit des sündenfreien, diesseitigen Leben und allegorisiert die Versöhnung Christus mit den inneren Vorgänge der Seele. Es ist beeinflusst von der Lehre der Böhmischen Brüdern
Bei Vom wahrem Gottesdienste des neuen Testamente (1703) handelt es sich um ein weiteres Werk der Erbauungsliteratur, das Anna Catharina Scharschmid verfasst hat. Darin schreibt die Autorin dem ersten Menschen die Weisheit als weiblicher Anteil zu. Das Werk ist beeinflusst von den Ideen Johann Georg Gichtels, Gottfried Arnolds und der Böhmischen Brüdern.

### Rezeption
Das Journal Unschuldige Nachrichten von Alten und Neuen Theologischen Sachen herausgegeben von Valentin Ernst Löscher bespricht in der Ausgabe des Jahres 1705 Das hochwichtige Werck der Wiedergeburt. Aus christlichem Hertzen geflossen (1702). Es kritisiert den mystischen und pietistischen Zugang zum Christentum im Werk und wirft der Autorin Fanatismus vor.

## Schriften (Auswahl)
- das hochwichtige Werck der Wiedergeburt. Aus christlichem Hertzen geflossen. 1702 (online).
- Vom wahren Gottesdienste im neuen Testamente. 1703 (online).
- Anhang in: Gründliche Beantwortung Derer so genanten Unverwerfflichen Zeugnüße, und eingemischten neuen Beschuldigungen. 1703 (herausgegeben von Johann Heinrich Sprögel) (online).
- Consilia und Responsa theologica. 1705 (herausgegeben von Arnold Gottfried; Susanne Margaretha Sprögel, Johanna Eleonora Petersen und Anna Catharina Scharschmid zugeschrieben)[17] (online).